# Darmapada
O Dhammapada, Darmapada ou Caminho do Dharma (em páli: Dhammapada; em sânscrito: Dharmapada) é um escrito budista tradicionalmente considerado como tendo sido composto pelo próprio Buda. Está contido no cânone páli Teravada. É o mais conhecido e traduzido texto budista. Compõe-se de máximas em forma de versos agrupados em 423 estrofes.
"Darmapada" é a forma aportuguesada de Dharmapada, termo sânscrito que significa "versículos do darma". Dhammapada é a forma páli para o termo.

## História
O Dhammapada, do Tipitaka páli, é considerado uma das mais populares obras da literatura teravada. Segundo a tradição, os versos do Dhammapada foram ditados pelo Buda em várias ocasiões. A maior parte dos versos está relacionada a ética. O texto é parte do Khuddaka Nikaya do Sutta Pitaka, embora mais da metade dos versos esteja presente em outra parte do cânon páli. Um quarto ou quinto comentário da era cristã atribuído a Budagosa inclui 305 histórias que dão o contexto das máximas.
A versão em páli do Darmapada foi registrada, pela primeira vez, na forma escrita (até então, era preservada exclusivamente por via oral) entre os anos 88 e 76 a.C., no Ceilão, juntamente com todo o restante do cânone páli.
Embora a edição em páli seja a mais conhecida, outras versões também existem:
- uma versão Dharmaguptaka em gandarês escrita em alfabeto kharosthi[9]
- secções de uma versão lokottaravada
- uma versão sammatiya em sânscrito híbrido budista, conhecida como Dharmapada Patna
- um texto mula-sarvastivada provavelmente relacionado conhecido como Udānavarga[10] em
  - três versões sânscritas
  - uma tradução tibetana, popular no budismo tibetano tradicional
  - quatro trabalhos chineses intitulados Fajiu jing; um destes aparenta ser uma versão expandida da tradução do páli e não foi tradicionalmente muito popular.

Comparando o Darmapada páli, o Darmapada gandarês e o Udanavarga, Brough (2001) nota que os textos têm, em comum, de 330 a 340 versos, 16 títulos de capítulos e uma mesma estrutura subjacente. Ele sugere que os três textos têm um "ancestral comum" e ressalta que não existe evidência de que um dos três textos possa ter sido o "Darmapada primitivo" a partir do qual os outros dois teriam sido escritos.

## Organização
O Darmapada páli contém 423 estrofes em 26 capítulos (listados abaixo em português e, em parênteses, em páli).
| I.     | Os versos gêmeos (Yamaka-vaggo) (veja o trecho abaixo)      |
| II.    | Do merecimento (Appamāda-vaggo)                             |
| III.   | Pensamento (Citta-vaggo)                                    |
| IV.    | Flores (Puppha-vaggo)                                       |
| V.     | O tolo (Bāla-vaggo)                                         |
| VI.    | O sábio (Paṇḍita-vaggo)                                     |
| VII.   | O venerável (Arahanta-vaggo)                                |
| VIII.  | Os milhares (Sahassa-vaggo)                                 |
| IX.    | Diabólico (Pāpa-vaggo)                                      |
| X.     | Punição (Daṇḍa-vaggo) (veja o trecho abaixo)                |
| XI.    | Idade avançada (Jarā-vaggo)                                 |
| XII.   | O eu (Atta-vaggo)                                           |
| XIII.  | O mundo (Loka-vaggo)                                        |
| XIV.   | O Buda — The Awakened (Buddha-vaggo) (veja o trecho abaixo) |
| XV.    | Felicidade(Sukha-vaggo)                                     |
| XVI.   | Prazer (Piya-vaggo)                                         |
| XVII.  | Raiva (Kodha-vaggo)                                         |
| XVIII. | Impureza (Mala-vaggo)                                       |
| XIX.   | O justo (Dhammaṭṭha-vaggo)                                  |
| XX.    | O caminho (Magga-vaggo) (veja o trecho abaixo)              |
| XXI.   | Miscelânea (Pakiṇṇaka-vaggo)                                |
| XXII.  | O curso para baixo (Niraya-vaggo)                           |
| XXIII. | O elefante (Nāga-vaggo)                                     |
| XXIV.  | Sede (Taṇhā-vaggo) (veja o trecho abaixo)                   |
| XXV.   | O mendicante (Bhikkhu-vaggo)                                |
| XXVI.  | O Brāhmana (Brāhmaṇa-vaggo)                                 |

## Trechos
As seguintes traduções para o português são baseadas em Müller (1881). O texto páli é da edição do Sri Lanka Tripitaka Project.
| Capítulo I. Versos Gêmeos ( Yamaka-vaggo )         | |  | |
| 1.                                                 | Tudo o que nós somos é resultado do que nós pensamos: é baseado em nossos pensamentos, é feito de nossos pensamentos. Se um homem fala ou age com um pensamento malévolo, a dor lhe segue, como a roda segue as patas do boi que puxa a carroça. |  | Manopubbaṅgamā dhammā manoseṭṭhā manomayā Manasā ce paduṭṭhena bhāsati vā karoti vā Tato naṃ dukkhamanveti cakkaṃ'va vahato padaṃ. |
| 2.                                                 | Tudo o que nós somos é resultado do que nós pensamos: é baseado nos nossos pensamentos, é feito de nossos pensamentos. Se um homem fala ou age com um pensamento puro, a felicidade lhe segue, como uma sombra que nunca lhe abandona.           |  | Manopubbaṅgamā dhammā manoseṭṭhā manomayā Manasā ce pasannena bhāsati vā karoti vā Tato naṃ sukhamanveti chāyā'va anapāyinī.       |
| 5.                                                 | Porque o ódio nunca cessa através do ódio: o ódio cessa através do amor, esta é a única regra. |  | Na hi verena verāni sammantīdha kudācanaṃ Averena ca sammanti esa dhammo sanantano.                                                |
| Capítulo X. Punição ( Da ṇḍ a-vaggo )              | |  | |
| 131.                                               | Aquele que, procurando pela sua própria felicidade, pune ou mata seres que também desejam a felicidade, não irá nunca encontrar felicidade após a morte.                                                                                         |  | Sukhakāmāni bhūtāni yodaṇḍena vihiṃsati Attano sukhamesāno pecca so na labhate sukhaṃ.                                             |
| 132.                                               | Aquele que, procurando sua própria felicidade, não pune ou mata seres que também procuram a felicidade, irá encontrar felicidade após a morte.                                                                                                   |  | Sukhakāmāni bhūtāni yodaṇḍena na hiṃsati Attano sukhamesāno pecca so labhate sukhaṃ.                                               |
| 133.                                               | Não fale de modo rude com ninguém: aqueles que lhe responderem responderão do mesmo modo. A fala rude é dolorosa, acabará por lhe atingir. |  | Mā'voca pharusaṃ kañci vuttā paṭivadeyyu taṃ Dukkhā hi sārambhakathā paṭidaṇḍā phuseyyu taṃ.                                       |
| Capítulo XIV: O Buda (O desperto) ( Buddha-vaggo ) | |  | |
| 183.                                               | Não cometer qualquer pecado, fazer o bem e purificar a própria mente: esse é o ensinamento do(s) Desperto(s). |  | Sabbapāpassa akaraṇaṃ kusalassa upasampadā Sacittapariyodapanaṃ etaṃ buddhāna sāsanaṃ.                                             |
| Capítulo XX: O caminho ( Magga-vaggo )             | |  | |
| 276.                                               | Você mesmo precisa fazer um esforço. Os Tathagatas (Budas) são apenas pregadores. Os zelosos que entram no caminho são libertos dos grilhões de Mara.                                                                                            |  | Tumhehi kiccaṃ ātappaṃ akkhātāro tathāgatā Paṭipannā pamokkhanti jhāyino mārabandhanā.                                             |
| 277.                                               | 'Tudo o que é criado perece', aquele que conhece e vê isso se torna passivo diante da dor; esse é o caminho para a pureza. |  | Sabbe saṅkhārā aniccā'ti yadā paññāya passati Atha nibbindati dukkhe esa maggo visuddhiyā.                                         |
| 278.                                               | 'Tudo o que é criado é aflição e dor', aquele que conhece e vê isso se torna passivo diante da dor; esse é o caminho que conduz à pureza. |  | Sabbe saṅkhārā dukkhā'ti yadā paññāya passati Atha nibbindati dukkhe esa maggo visuddhiyā.                                         |
| 279.                                               | 'Todas as formas são irreais', aquele que conhece e vê isso se torna passivo diante da dor; esse é o caminho que conduz à pureza. |  | Sabbe dhammā anattā'ti yadā paññāya passati Atha nibbindati dukkhe esa maggo visuddhiyā.                                           |
| Capítulo XXIV: Sede ( Ta ṇ hā-vaggo )              | |  | |
| 343.                                               | Os homens, levados pela sede, correm em volta como uma lebre capturada; deixe portanto o mendicante expelir a sede, esforçando-se para atingir a ausência de paixões.                                                                            |  | Tasiṇāya purakkhatā pajā parisappanti saso'va bādhito Tasmā tasiṇaṃ vinodaye bhikkhu ākaṅkhī virāgamattano.                        |
| 350.                                               | Se um homem se deleita em aquietar as dúvidas e, sempre refletindo, investiga aquilo que não é prazeroso (impureza do corpo etc.), certamente removerá, ou melhor, irá cortar os grilhões de Mara.                                               |  | Vitakkupasame ca yo rato asubhaṃ bhāvayati sadā sato Esa kho vyantikāhiti esa checchati mārabandhanaṃ.                             |